# Illiberis nigrigemma
Illiberis nigrigemma es una especie de mariposa de la familia Zygaenidae.
Fue descrita científicamente por Walker en 1854.